# Classic Loire-Atlantique 2023
La 23e édition de la Classic Loire-Atlantique  a lieu le samedi 18 mars 2023. Cette course cycliste d'un jour fait partie de la Coupe de France et du calendrier UCI Europe Tour 2023 en catégorie 1.1. Elle est remportée par le Français Axel Zingle (Cofidis).

## Présentation

### Parcours
Le départ fictif et l'arrivée se situent dans la commune de La Haie-Fouassière (orthographiée aussi La Haye-Fouassière), une commune du Pays du Vignoble nantais située au sud-est du département de la Loire-Atlantique. Le parcours se déroule sur un circuit de 16,8 km à accomplir 11 fois pour une distance totale de 182,8 km en passant aussi par les communes de Maisdon-sur-Sèvre, Château-Thébaud, Saint-Fiacre-sur-Maine et Vertou.

### Équipes participantes
18 équipes participent à la course : 4 WorldTeams, 7 ProTeams et 7 équipes continentales.
| WorldTeams (4)- AG2R Citroën Team - Groupama-FDJ - Cofidis - Arkéa-Samsic ProTeams (7)- TotalEnergies - Tudor Pro Cycling Team - Euskaltel-Euskadi - Human Powered Health - Bolton Equities Black Spoke Pro Cycling - Burgos-BH - Team Flanders-Baloise Équipes continentales (7)- Saint Michel-Mavic-Auber 93 - CIC U Nantes Atlantique - Nice Métropole Côte d'Azur - Matériel-vélo.com - Saint Piran - BHS-PL Beton Bornholm - Team Ecoflo Chronos |
| |

## Classements

### Classement final
| \| Classement général \| Classement général \| Classement général \| Classement général \| Classement général \| \| Coureur \| Coureur \| Pays \| Équipe \| Temps \| \| ------------------ \| ------------------ \| ------------------ \| --------------------------- \| ------------------ \| \| 1er \| Axel Zingle \| France \| Cofidis \| 4 h 27 min 17 s \| \| 2e \| Laurence Pithie \| Nouvelle-Zélande \| Groupama-FDJ \| + 0 s \| \| 3e \| Maikel Zijlaard \| Pays-Bas \| Tudor Pro Cycling Team \| + 0 s \| \| 4e \| Paul Penhoët \| France \| Groupama-FDJ \| + 0 s \| \| 5e \| Colin Joyce \| États-Unis \| Human Powered Health \| + 0 s \| \| 6e \| Gotzon Martín \| Espagne \| Euskaltel-Euskadi \| + 0 s \| \| 7e \| Donavan Grondin \| France \| Arkéa-Samsic \| + 0 s \| \| 8e \| Romain Cardis \| France \| Saint Michel-Mavic-Auber 93 \| + 0 s \| \| 9e \| Emmanuel Morin \| France \| CIC U Nantes Atlantique \| + 0 s \| \| 10e \| Damien Touzé \| France \| AG2R Citroën Team \| + 0 s \| |                 |                  |                             |                 |
| |                 |                  |                             |                 |
| Source : ProCyclingStats |                 |                  |                             |                 |
| Classement général |                 |                  |                             |                 |
| Coureur | Coureur         | Pays             | Équipe                      | Temps           |
| 1er | Axel Zingle     | France           | Cofidis                     | 4 h 27 min 17 s |
| 2e | Laurence Pithie | Nouvelle-Zélande | Groupama-FDJ                | + 0 s           |
| 3e | Maikel Zijlaard | Pays-Bas         | Tudor Pro Cycling Team      | + 0 s           |
| 4e | Paul Penhoët    | France           | Groupama-FDJ                | + 0 s           |
| 5e | Colin Joyce     | États-Unis       | Human Powered Health        | + 0 s           |
| 6e | Gotzon Martín   | Espagne          | Euskaltel-Euskadi           | + 0 s           |
| 7e | Donavan Grondin | France           | Arkéa-Samsic                | + 0 s           |
| 8e | Romain Cardis   | France           | Saint Michel-Mavic-Auber 93 | + 0 s           |
| 9e | Emmanuel Morin  | France           | CIC U Nantes Atlantique     | + 0 s           |
| 10e | Damien Touzé    | France           | AG2R Citroën Team           | + 0 s           |

## Liste des participants

### Classement UCI
La course attribue aux coureurs le même nombre des points pour l'UCI Europe Tour 2023 et le Classement mondial UCI.
| Position           | 1er | 2e | 3e | 4e | 5e | 6e | 7e | 8e | 9e | 10e | 11e | 12e | 13e à 15e | 16e à 25e |
| Classement général | 125 | 85 | 70 | 60 | 50 | 40 | 35 | 30 | 25 | 20  | 15  | 10  | 5         | 3         |